# Nuestra semana, nuestra tele
Nuestra semana nuestra tele fue un programa de variedades y entretenimiento de la televisión colombiana, producido por RCN Televisión y emitido por este canal entre 2011 y 2015. 

Estuvo presentado por Alejandro Riaño y Jéssica Cediel, y posteriormente, por Alejandra Buitrago.
El programa se caracterizaba por presentar sketches en los diversos sets de novelas, noticieros, series y programas producidos por el canal rcn en todo Colombia, además de avances de las producciones del canal, entrevistas y juegos con los invitados.